# Велч (Оклахома)
Велч (енгл. Welch) град је у америчкој савезној држави Оклахома.

## Демографија
По попису из 2010. године број становника је 619, што је 22 (3,7%) становника више него 2000. године.
| Група             | 2000.       | 2010.       |
| Белци             | 449 (75,2%) | 407 (65,8%) |
| Афроамериканци    | 1 (0,2%)    | 1 (0,2%)    |
| Азијати           | 0 (0,0%)    | 0 (0,0%)    |
| Хиспаноамериканци | 13 (2,2%)   | 22 (3,6%)   |
| Укупно            | 597         | 619         |